# スントーン・プー
スントーン・プー（Sunthorn Phu、สุนทรภู่、1786年 - 1855年（タイ仏暦2329年 - 2398年））はタイの詩聖と呼ばれる大詩人。1986年には生誕200周年を記念してユネスコの祝賀を受け、賞賛された。

## 伝記
本名はただ単にプーである。王族出身ではなく平民出身であった。2歳の時に両親が離婚し、父は田舎のラヨーンに帰り、母は再婚し後宮で副王の長子の乳母の職をえた。プーはトンブリーにあるチーパカーオ寺（シースダーラーム寺）に預けられそこで学んだ。
学問をためると還俗して役所の書記となった。そのうち相聞歌にこり始めたが、非常に上手く役所内では評判の物書きとなった。しかし、後宮のチャンという女性と恋仲になり、ラーマ1世の王子の怒りにふれ、二人とも牢屋に入れられた。20歳で許され出獄すると、ラヨーンの父の元を訪れた。このときに書かれたのが『クレーン紀行詩（ニラート）』である。
まもなくバンコクに帰り、チャンとの結婚を許され落ち着くが長続きせず離婚。その後4人の女性と結婚したが、酒癖が悪くいずれも長続きしなかった。
一方で『クレーン紀行詩』によりその文才を認められ始めた、プーはラーマ2世により宮廷歌人の職を仰せつかり、ター・チャーン（王宮近くの舟場）付近に住居を賜った。しかしその後、酒によって王族を殴ったため、再び牢屋に入れられた。このころから『アパイマニー王子物語』の著作を始めたと言われる。
しばらくはプーは忘れ去られていたが、ラーマ2世がある時、詩作に困りふとプーの顔を思い出したため、釈放の運びとなった。釈放された彼は、クン・スントーンウォーハーン（ขุนสุนทรโวหาร）の名を賜った。この爵位名の一部と本名を合わせてスントーン・プーと通称がつかわれることとなる。この後、宮廷内では熱弁を奮い、タイ古典文学史上最高作品と言われる『クン・チャーン=クン・ペーン（ขุนช้างขุนแผน）』などの作品の共作をしたりするようになった。プーの黄金時代である。
しかしラーマ3世が即位するとプーは官位は剥奪された。そのためワット・ラーチャブーラナ（仏教寺院）で出家をした（当時人生に悪い変化があると出家をするのがタイの習慣であった）が、再び酒を飲み（上座部仏教の戒律違反）で僧籍を追われ、アユタヤー、スパンブリーなどを放浪した。再びバンコクに帰るとワット・ポー（仏教寺院）に僧籍を於いたが、再びアユタヤーを放浪した。再びバンコクに帰るとワット・マハータート（仏教寺院）で出家した。このころ、プーにはある王族のファンがいたが、その王族が死んでしまったため、小舟を仕立てて行商の旅に出た。このころ数種の作品を仕上げた。
しかし後にピンクラオ親王がプーを再び王宮に引き抜いた。この辺りで『アパイマニー王子』が完成したと見られている。その後複数の詩を書いた。ラーマ3世が崩御し、ラーマ4世が即位すると、以前よりも高い官位プラ・スントーンウォーハーン（พระนสุนทรโวหาร）に叙された。その後作品いくつか残し死んだ。

## 伝説
スントーン・プーの人生は波乱に満ちた人生であった上、民衆に最も近い古典文学者であるためいろんな伝説を生んだ。日本で言えば一休さんのような存在である。有名なものを以下に挙げる。
- プーは酒を飲むと口がものすごく早かった。酒を飲んで程良く酔いが回ると勢いで作詩を始めた。そこで筆記官が二人がかりで筆記しようとしても、とうてい間に合わなかった。

- ラーマ2世の時、プーは後のラーマ3世の詩作の講師であったが、プーが何かに付けラーマ3世の作品に文句を付けていたのでラーマ3世は即位するとプーから官位を剥奪した。

## 意義
スントーン・プーは暗い背景を持つ平民家庭出身でありながら、神憑り的な威力の詩作をもって王宮へ繰り出したが、酒癖の悪さから何度も投獄・追放された。しかしそのたび誌の才能を惜しまれ、プーは王宮に戻った。豊かな生活も、貧乏な生活も体験したプーはある意味に於いて民衆のヒーローである。
また、試作のすごさは他の誰よりも特出していた。特に『アパイマニー王子』は古典の形式を守りつつ現代語を多用するという一種の雅俗混交を実現し、貴族の専売特許であった文学を民間のものとした意味に於いて功績が大きいと言われる。

## 作品一覧
現在スントーン・プーのものと確認されていて、本文が存在するものは24作品ある。

### ニラート（紀行詩）
- クレーン紀行詩・・・最初に王宮を追放され父親を訪ねていったときの紀行詩
- プラテーンドンラン紀行詩・・・スントーン・プーの作品でないものとする学者もいる
- プラプラトン紀行詩
- 金山紀行詩・・・バンコクにあるワット・プーカオトーンに関する紀行詩
- ペッチャブリー紀行詩
- ワット・ポー紀行詩
- 仏足跡紀行詩
- 他ニラート5篇

### 物語
- アパイマニー王子物語・・・雅俗混交体による作品。タイ国初のベスト・セラー
- コーブット仙・・・ラーマキエンの登場人物のパロディー、後半は後人の加筆といわれる
- チャイ・スリヤー神・・・ヒンドゥー教の神スリヤに関する物語
- ラックサナウォン・・・王族と夜叉が登場する物語
- シンハクライポップ

### 格言集
- 幸運養生
- 訓告長歌
- 女を諭す金言

### 詩劇
- アパイヌラート

### 共作・競作
- クン・チャーン=クン・ペーン・・・タイ古典文学最高傑作といわれる
- プラーインガームの誕生

その他子守歌数編。